# Husetjärnet (Laxarby socken, Dalsland)
Husetjärnet är en sjö i Bengtsfors kommun i Dalsland och ingår i Göta älvs huvudavrinningsområde.